# Rinaldo II di Borgogna
Rinaldo II di Borgogna, in francese Renaud II de Bourgogne (1056 circa – 1101), fu conte di Mâcon dal 1085 al 1087 e conte di Borgogna dal 1087 fino alla sua morte.

## Origine
Rinaldo, secondo il documento n° 3614 del Recueil des chartes de l'abbaye de Cluny. Tome 4 era figlio del conte di Borgogna, conte di Mâcon e conte di Vienne, Guglielmo I, detto il Grande o l'Ardito (1020 – 1087), e di Stefania di Borgogna (circa 1035 – dopo il 1088), di cui non si conoscono con esattezza gli ascendenti:
- la versione più accreditata è che fosse contessa Vienne, figlia di Gerardo di Vienne
- secondo lo storico Szabolcs de Vajay, era la figlia del Duca dell'Alta Lorena (Lotaringia), Adalberto, conosciuto anche come "Conte di Longwy"
- secondo lo storico e genealogista francese Pierre de Guibours, detto Père Anselme de Sainte-Marie o più brevemente Père Anselme, era figlia del conte di Barcellona, Gerona e Osona, Berengario Raimondo I di Barcellona, e della sua prima moglie, Sancha Sánchez di Castiglia (una seconda versione sostiene che fosse figlia della seconda moglie, Guisla de Lluça)

- secondo lo storico Maurice Chaume, invece era figlia di una delle figlie (Adelaide o Stefania) del conte di Barcellona, Gerona e Osona, Raimondo Borrell III, e di Ermesinda di Carcassonne
- infine lo storico francese specializzato nella genealogia dei personaggi dell'Antichità e dell'Alto Medioevo, Christian Settipani, sostiene che fosse figlia del Conte di Bigorre, Bernardo II, e della prima mogòie, Clemenza.

Guglielmo I di Borgogna, secondo il monaco e cronista normanno Guglielmo di Jumièges, autore della sua Historiæ Normannorum Scriptores Antiqui, era il figlio primogenito del Conte di Borgogna, Rinaldo I e di Adelaide o Alice di Normandia, che, ancora secondo Guglielmo di Jumièges, era la figlia del quarto signore della Normandia e il secondo a ottenere il titolo formale di Duca di Normandia, Riccardo II e di Giuditta di Bretagna che, secondo ancora Guglielmo di Jumièges era la sorella di Goffredo I di Bretagna, quindi era figlia del conte di Rennes e duca di Bretagna, Conan I il Torto e della moglie, Ermengarda d'Angiò (come ci viene confermato dal monaco Rodolfo il Glabro, uno dei maggiori cronisti d'età medievale), figlia del terzo Conte di Angiò, Goffredo I Grisegonelle e di Adele di Vermandois (circa 950 - † 974), figlia di Roberto di Vermandois, conte di Meaux e di Troyes. I genitori di guglielmo, Alice e Rinaldo vengono ricordati anche dal monaco e cronista inglese, Orderico Vitale, in cui ricorda anche che Alice era la zia di Guglielmo I d'Inghilterra. Secondo le Europäische Stammtafeln, vol II, cap. 59 (non consultate), Rinaldo di Borgogna risulta sposato con Giuditta, per cui si presume che Alice oltre che Adelaide fosse citata anche come Giuditta.

Rinaldo era il fratello di Guido di Borgogna (1050-1124), futuro papa con il nome di Callisto II e di Raimondo di Borgogna (circa 1062 – 1107), futuro conte di Galizia e di Coimbra e futuro padre del re Alfonso VII di Castiglia che sarà detto l'imperatore di Spagna.

## Biografia

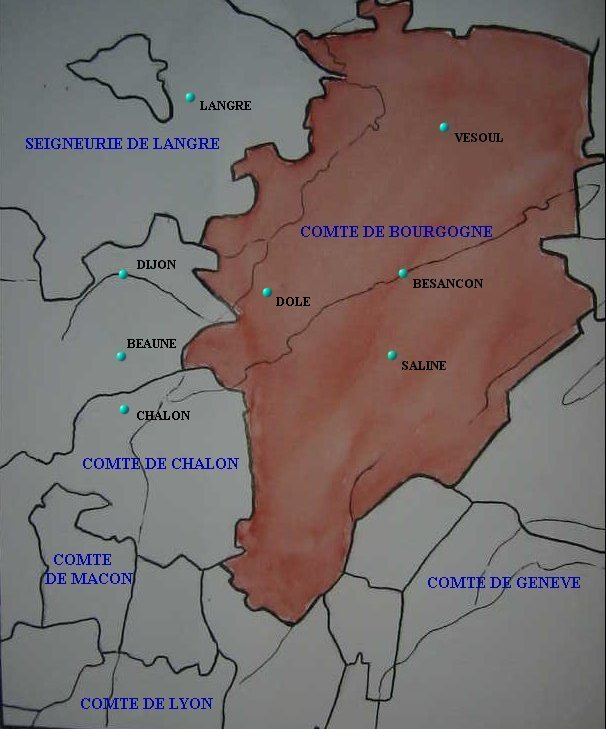
contea di Borgogna (approssimativamente l'odierna Franca Contea).

Nel 1085 ricevette dal padre la contea di Macon; nel documento su citato n° 3614 del Recueil des chartes de l'abbaye de Cluny. Tome 4, datato 1086, Rinaldo si definisce conte di Macon (Rainaldus comes Matisconensis).
Si sposò, prima del 1085, con la contessa Regina d'Oltingen, figlia ed erede di Conone conte di Oltingen (contea della regione di Basilea, nell'attuale Svizzera tedesca).
Nel 1087, alla morte del padre, Rinaldo gli succedette nel titolo di conte di Borgogna, lasciando il titolo di conte di Mâcon al fratello Stefano.
Il fratello, Guido di Borgogna (1050-1124), che nel 1085 era stato nominato amministratore dell'Arcivescovato di Besançon, nel 1088, secondo Orderico Vitale, divenne arcivescovo di Vienne, intervenendo a favore del papa nella lotta delle Investiture e che, nel 1119 fu eletto papa (il 160º) con il nome di Callisto II.
Rinaldo resse la contea in un periodo reso molto delicato a seguito della controversia, nota come lotta per le investiture, sorta tra il papa Gregorio VII e l'imperatore del Sacro Romano Impero Enrico IV, che era anche re di Arles o delle due Borgogne, a cui Rinaldo si mantenne leale.
Rinaldo rispose alla chiamata del papa Urbano II e partì con i nobili della prima crociata (1096-1099), ma, non si sa esattamente quando arrivò in Anatolia (secondo il cronachista della prima crociata, Alberto di Aquisgrana, canonico e custode della chiesa di Aquisgrana, Rinaldo, quando partì, lascio come reggente della contea il fratello Stefano) e sempre secondo Alberto di Aquisgrana Rinaldo, nel 1101, si stava recando in Terra santa, con Guelfo di Baviera, quando morì nei pressi di Antiochia, dove venne sepolto.
Gli succedette l'unico figlio Guglielmo II di Borgogna, che divise i titoli di conte di Borgogna e conte di Mâcon, con lo zio Stefano e poi con il cugino Rinaldo III di Borgogna.

## Matrimonio e discendenza
Prima del 1085 Rinaldo aveva sposato Regina d'Oltingen (? - dopo il 1107), come risulta dal documento n° 30 de LE CARTULAIRE DE MARCIGNY-SUR-LOIRE: 1045-1144, mentre nel documento n° 102 sempre de LE CARTULAIRE DE MARCIGNY-SUR-LOIRE: 1045-1144 viene citata con il nome di Cuniza, figlia di Conone conte di Oltingen e separata dal marito prima del 1088, come risulta dal documento n° 30 bis ancora de LE CARTULAIRE DE MARCIGNY-SUR-LOIRE: 1045-1144 e che, secondo il documento n° 3862 del Recueil des chartes de l'abbaye de Cluny. Tome 5 era ancora in vita nel 1107.
Rinaldo II e Regina ebbero un unico figlio:
- Guglielmo II di Borgogna[14] (1085-1125) detto il Tedesco, che fu assassinato, lasciando un figlio ancora giovane detto Guglielmo il Bambino.

## Ascendenza
|                         |   |                          | Genitori                |  |  | Nonni |  |  | Bisnonni                       |  |  | Trisnonni            |  |
|                         |   |                          |                         |  |  |       |  |  | Ottone I Guglielmo di Borgogna |  |  | Adalberto II d'Ivrea |  |
|                         |   |                          |                         |  |  |       |  |  | Ottone I Guglielmo di Borgogna |  |  | Adalberto II d'Ivrea |  |
|                         |   | Gerberga di Châlon       |                         |  |  |       |  |  | Ottone I Guglielmo di Borgogna |  |  |                      |  |
| Rinaldo I di Borgogna   |   |                          |                         |  |  |       |  |  | Ottone I Guglielmo di Borgogna |  |  |                      |  |
|                         |   | Ermentrude di Roucy      | Rinaldo di Coucy        |  |  |       |  |  |                                |  |  |                      |  |
|                         |   | Ermentrude di Roucy      | Rinaldo di Coucy        |  |  |       |  |  |                                |  |  |                      |  |
|                         |   | Ermentrude di Roucy      | Alberada di Lotaringia  |  |  |       |  |  |                                |  |  |                      |  |
| Guglielmo I di Borgogna |   | Ermentrude di Roucy      |                         |  |  |       |  |  |                                |  |  |                      |  |
|                         |   | Riccardo II di Normandia | Riccardo I di Normandia |  |  |       |  |  |                                |  |  |                      |  |
|                         |   | Riccardo II di Normandia | Riccardo I di Normandia |  |  |       |  |  |                                |  |  |                      |  |
|                         |   | Riccardo II di Normandia | Gunnora di Normandia    |  |  |       |  |  |                                |  |  |                      |  |
| Alice di Normandia      |   | Riccardo II di Normandia |                         |  |  |       |  |  |                                |  |  |                      |  |
|                         |   | Giuditta di Bretagna     | Conan I di Bretagna     |  |  |       |  |  |                                |  |  |                      |  |
|                         |   | Giuditta di Bretagna     | Conan I di Bretagna     |  |  |       |  |  |                                |  |  |                      |  |
|                         |   | Giuditta di Bretagna     | Ermengarda d'Angiò      |  |  |       |  |  |                                |  |  |                      |  |
| Rinaldo II di Borgogna  |   | Giuditta di Bretagna     |                         |  |  |       |  |  |                                |  |  |                      |  |
|                         | … | …                        |                         |  |  |       |  |  |                                |  |  |                      |  |
|                         | … | …                        |                         |  |  |       |  |  |                                |  |  |                      |  |
|                         | … | …                        |                         |  |  |       |  |  |                                |  |  |                      |  |
| Adalberto III di Longwy | … |                          |                         |  |  |       |  |  |                                |  |  |                      |  |
|                         |   | …                        | …                       |  |  |       |  |  |                                |  |  |                      |  |
|                         |   | …                        | …                       |  |  |       |  |  |                                |  |  |                      |  |
|                         |   | …                        | …                       |  |  |       |  |  |                                |  |  |                      |  |
| Stefania di Vienne      |   | …                        |                         |  |  |       |  |  |                                |  |  |                      |  |
|                         |   | …                        | …                       |  |  |       |  |  |                                |  |  |                      |  |
|                         |   | …                        | …                       |  |  |       |  |  |                                |  |  |                      |  |
|                         |   | …                        | …                       |  |  |       |  |  |                                |  |  |                      |  |
| Clemenza di Foix        |   | …                        |                         |  |  |       |  |  |                                |  |  |                      |  |
|                         |   | …                        | …                       |  |  |       |  |  |                                |  |  |                      |  |
|                         |   | …                        | …                       |  |  |       |  |  |                                |  |  |                      |  |
|                         |   | …                        | …                       |  |  |       |  |  |                                |  |  |                      |  |
|                         |   | …                        |                         |  |  |       |  |  |                                |  |  |                      |  |

### Fonti primarie
- (LA)  Rodulfus Glaber Cluniacensis, Historiarum Sui Temporis Libri Quinque.
- (LA)  Recueil des chartes de l'abbaye de Cluny. Tome 4.
- (LA)  Recueil des chartes de l'abbaye de Cluny. Tome 5.
- (LA)  ALBERT OF AIX, HISTORIA HIEROSOLYMITANAE EXPEDITIONIS.
- (LA)  Historia Ecclesiastica, tomus III.
- (LA)  Saeculum XII. Orderici Vitalis, Historia ecclesiastica. Tomus unicum.
- (LA)  Historiæ Normannorum Scriptores Antiqui.
- (LA)  LE CARTULAIRE DE MARCIGNY-SUR-LOIRE: 1045-1144[collegamento interrotto].

### Letteratura storiografica
- William B. Stevenson, "La prima crociata", cap. XX, vol. IV (La riforma della chiesa e la lotta fra papi e imperatori) della Storia del Mondo Medievale, 1979, pp. 718–756.
- Paul Fournier, "Il regno di Borgogna o d'Arles dal XI al XV secolo", cap. XI, vol. VII (L'autunno del Medioevo e la nascita del mondo moderno) della Storia del Mondo Medievale, 1981, pp. 383–410.